# Сања Ивековић
Сања Ивековић (Загреб, 1949) хрватска је уметница, дизајнерка и активисткиња, једна од оснивача Нове умјетничке праксе .
Већ првом самосталном изложбом у Галерији Студентског центра у Загребу 1970. године, када је изложбени простор претворила у у обојеним цевима испреплетани, интерактивни амбијент, одлучила се за експериментални начин рада, супротан естетским конвенцијама Академије ликовних умјетности у Загребу . Њен рад карактерише употреба различитих уметничких медија: интервенција у јавном простору, видео снимака, перформанса, колажа, партиципативне уметности, а неке од основних тематских окосница су друштвени прикази женствености, женске историје, насиља над женама, савремени и прошли односи, посебно историја антифашизма и социјализма.
Ивековић је од 1970-их активна на хрватској и југословенској, као и на међународној уметничкој сцени. Њен рад представљен је у колекцијама водећих светских музеја савремене уметности, а њене ретроспективне изложбе представили су музеји попут Музеја модерне уметности у Њујорку. Такође је учествовала у пет издања главне међународне изложбе Документа у Каселу.

## Биографија
Сања Ивековић је дипломирала на Академији ликовних умјетности у Загребу 1970. године, а од 1973. године је заједно с Далибором Мартинисом поставила темеље на пољу видео уметности у Хрватској. Сања Ивековић у свом уметничком делу користи фотографију, видео, перформансе, акције и просторне интервенције у урбаном простору (изложба Могућност за '71), инсталације, амбијент итд. У периоду од 1972. до 1976. бавила се и графичким дизајном за емисије Телевизије Загреб. Од 1976. посветила се искључиво видеу и перформансу, а већину својих видео радова направила је током студијског боравка у Канади 1978. године и у периоду од 1990. до 1993. године.
Припада генерацији уметника у историји хрватске уметности повезаних с концептом нове уметничке праксе која се реализирала и обликовала у духовном окружењу у којем је уметност настојала активирати властито окружење, негирати утврђене естетске вриједности и генерацијски повезати истомишљенике. У том духу се формирала Сања Ивековић као уметница која је рад уметника у сврху друштвеног активизма ставила у први план уметничког деловања. На почецима уметничког изражавања и рада користила је тада новоуведене медије у уметности као облике изражавања и истраживања, преусмеравајући нагласак са естетских категорија на етичке принципе. Данас је једна од највећих видео уметника и извођача с краја 20. века, заједно са Вели Експорт, Мартом Рослер и Марином Абрамовић, а страни уметнички часописи је често повезују са Геријем Хилом и Витом Акончијем. 

## Радни простор
Сања Ивековић својим уметничким радовима, углавном перформансима и видео записима, лако и транспарентно комуницира са примаоцем, генерацијом тадашње и данашње публике, користећи језик медија на начин којим најупечатљивије може да пренесе гест политичког отпора.
Три су главна подручја њеног рада:
- Политички активизам
- Феминистички активизам
- Преиспитивање положаја уметника у контексту опште историје уметности

## Феминистичка активност
Сања Ивековић, заједно са Властом Делимар, прва је хрватска уметница везана за област феминистичке мотивисане уметничке праксе. Сви њени радови блиски су феминистичкој теорији и пракси. Сања Ивековић доводи у питање и проблематизује положај жене у нашем времену и друштву и њен положај и искуство у свету медија и утицај који таква идеализација има на жене. Полазна тачка њених радова је жена, односно сама уметница, сопствени живот и стављање ове теме у шири контекст. Након пада социјалистичког режима, бавила се последицама победе капитализма и тржишне економије на услове живота, са посебним освртом на жене. Ова уметница модерирала је своју феминистичку активност оснивањем удружења Електра - Женски ликовни центар у Загребу и бављењем Женским студијама, где предаје од 1994. године.

## Извођење радова
Дела Сање Ивековић можемо поделити у две групе:
а) Заједнички пројекти са Далибором Мартинисом у којима се доводе у питање и проблематизују односи између мушкараца и жена су: Време у Амстердаму (1975), Чаноја, Црно-бело и Ное. Заједнички рад Сање Ивековић и Далибора Мартиниса обележен је боравком у Канади 1970-их, где су своја искуства и праксу којом су се тамо бавили желели да формирају и у социјалистичкој Југославији: јединствену аутономну зону у оквиру које ће се разматрати улога уметника, проблематизовати њихов положај унутар уметничког и ширег друштвеног система, те уметници позиционирати као политички субјекти. Важан пример њиховог размишљања била је дефиниција уговора за уметнике који би правно регулисали однос са институцијама и остварили њихова основна права.
б) Самостални уметнички перформанси и акције - Сања Ивековић извела је свој први перформанс Отварање 1976. године у Галерији савремене уметности на својој изложби Документи 1949-1976. Идеја за перформанс рођена је из треме коју је имала као млада уметница, излажући нека од својих првих дела у тој престижној институцији. Посао је обухватао фотографисање са посетиоцима и постављање стетоскопа на срце који је снимао и стварао откуцаје срца у простору галерије. - Прво извођење, које је подразумевало и видео снимање, извела је Сања Ивековић у ММ центру 1978. године и звало се Интер бр .
Како каже, у њеним раним видео наступима било је веома важно да видео касније може да функционише као засебно дело. Током извођења, Интер нос Сања је био у једној соби, а посетиоци су одвојено ушли у собу, где је постојао видео линк који је створио модулисану слику посетиоца. Реакцију посетилаца на тај сусрет са собом и Сањом забележила је камера и произвела у трећој соби као комбиновану слику која је деловала као врући сусрет љубавника. Управо тај модел Сања Ивековић негује у многим представама до данас - сусрет уметника и публике, интеракција гледаоца и предмета гледања и директна радња у времену у великој мери утичу на изглед представе.

##### Слатко насиље
- Слатко насиље (1974), прво видео дело Сање Ивековић. Видео (црно-бели, звук, трајање: 5:56 мин. ).

Овим радом Сања Ивековић је протумачила утицај медијске културе створене у оквиру јаке државне доктрине, политички експеримент који се у Југославији одвијао седамдесетих година прошлог века, дефинисан као скуп социјализма и економије слободног тржишта. Желећи да укаже на открића и измишљене квалитете медијске стварности, Ивековић је поставио црне затворске решетке испред телевизијског монитора на којем је емитован економски пропагандни програм Радио телевизије Загреб. Сања Ивековић је овом једноставном интервенцијом визуелно одвојила гледаоца од „слатког насиља“ завођења медија које се свакодневно дешавало кроз телевизијски програм. Овим радом ауторка је указала на моћ медијске слике, њену улогу у свакодневном животу, утицај тема које се емитују путем медија и на крају стварање пропагандне митологије која се крије испод површине.

##### Трагедија једне Венере
- Трагедија Венере (1975–76) 5/25, сребрни отисак и лист часописа, 44,5 к 59,5 cm.

Сања Ивековић у Трагедији Венере истражује утицај холивудског звезданог живота на обичне људе. То је учинила комбинујући фотографије Мерилин Монро (користећи њен лик као архетип женске пожуде и неодољивости, преузето из штампаног таблоида 1975. године и објављено у нашем часопису Дуга) са фотографијама на којима уметница позира као балерина или филмска дива. Користећи небројене позе и велики репертоар улога и људи из модних часописа, таблоида и реклама, Сања Ивековић истиче и скреће пажњу на разлике у перцепцији славе и угледа на Западу, у поређењу са земљама источне Европе. Као и у Двоструком животу, Сања Ивековић представља фикцију са обе стране, и јавне и приватне, сугеришући да огласи у часописима и приватни снимци постају аналогни у свету побољшане визуелне комуникације.

##### Двоструки живот
- Двоструки живот (1975 - 1976), серија од 64 пара слика штампаних као уметничина књига. Сребрни отисак / лист часописа и типографија писаћих машина: 60,3 к 80 cm.

Ивековић се у делу Двоструки живот бави медијским представљањем нове југословенске жене. Свака слика је састављена од два приказа, на једној страни је фотографија из живота уметнице у различитим временским периодима, од 1953. до 1976. године, а на другој су контрастне фотографије фотомодела и манекенки преузетих из модних часописа ( Амика, Ана Бела, Бригит, Дуга, Елле, Грациа, Мери Клер, Свијет ). Дело се заснива на контрастним приватним и јавним сликама које се спајају на основу сличности у позама, ситуацијама и локацијама. На свакој од слика ауторка је забележила извор из којег је фотографија снимљена, датум и контекст у којем је свака фотографија снимљена у њеном приватном животу. Поређење и контраст ових фотографија указују на „језиву“ сличност и сличност на коју је наишла приликом прегледа приватних фотографија, откривајући аналогију са фотографијама модних часописа.
- Структура (1975–76 / 2011), 100% желатинозни сребрни отисак са рукописним текстом уметнице, 18 к 12,7 cm, укупне димензије: 200 к 150 cm.

Дело Структура такође, као и већина Ивековићевих дела, истражује социо-идеолошки утицај масовних медија. Овај рад се састоји од 10 новинских фотографија жена, различитих старосних и сталешких група, које се потом дуплирају 10 пута и сложе у форму решетке. Свака од 10 фотографија у првом реду има другачије написан наслов или опис преузет из новина. У наредним редовима описи су преуређени и добијене су нове комбинације слике и описа, тако да је свака од 10 фотографија дата у 10 различитих семантичких контекста. Овим поступком ауторка је успела да деконструише стандардни формат медијског оглашавања - слике са текстом и тако укаже на баналност медијског језика који се користи у поједностављивању сложености женске личности. (На пример, приказана је фотографија Ен, енглеске принцезе, са текстом „Тражење утехе у тркама коња и ноћном животу“, фотографија Пети Хирст под насловом „Чекајући повратак свог господара“, фотографија неидентификоване жене под насловом „ Погубљена у Бубњу 1944. године “, фотографија југословенске глумице Бебе Лончар са натписом„ Научила како да будем фотогенична “и фотографија Елен Стјуарт, оснивачице експерименталног позоришта Ла МаМа, са натписом„ Напокон пронашла времена да скрати панталоне “.

##### Мој ожиљак. Мој потпис (девојке)
- Мој ожиљак. Мој потпис (девојке) (1976), кармин на листу часописа, 26 к 23 cm (10 1/4 к 9 1/16 ").

У овом раду Ивековић анализира структуре моћи и клишее родне заступљености. Реч је о серији новинских огласа у којима је уметница интервенисала на начин да је на сликовним и текстуалним огласима оставила кармин намазан кармином. Овом групом радова Сања Ивековић даје антиинституционалну критику света уметности и потрошачке културе.

##### Папирнате жене
- Папирнате жене (1976 - 1977), серија од 12 поцепаних новинских огласа, величина: 30,3 к 21,7 cm.

1976. Сања Ивековић у својим радовима почиње насилно да мења рекламе како би указала на антитезу заводљивом сјају високе моде. Једно од таквих дела је Папирнате жене, које се састоји од низа поцепаних реклама из модних часописа, на којима се виде прелепи модели, који су на неки начин оштећени, избрисани, поцепани, исечени на комаде, огребани или перфорирани, тако да свака слика носи тактилне доказе уметничине интервенције. У овом раду Ивековић чином интервенције у модним рекламама указује на насиље које се крије иза лепоте понуђене у модним часописима.

##### Make Up-Make Down
- Make Up-Make Down (1978), видео (боја, звук, трајање: 5,14 мин. )

Поништавање и демистификација клишеираних појмова о лепоти често је у уметничкој пракси Сање Ивековић, па самим тим ауторка указује на политику родне заступљености у потрошачком друштву. Овом темом се бави и у свом раду Make Up-Make Down . У споту ауторка изводи познату рутину шминкања, необично успореног ритма, претварајући обичну акцију у фетишистички ритуал. Видео приказује деколте и руке у крупном плану док уметница изводи интимне, сензуалне покрете у процесу шминкања - отварање и затварање коректора за очи, отварање кармина - горе-доле, играње маскаром и прелазак прстом преко врха оловка за очи. Лице уметнице је све време ван кадра, свестан и намерни чин који је критичар Том Холерт повезао са кризом субјективности. Суштина Make Up-Make Down-а, као и других раних експеримената у видео радовима Сање Ивековић, јесте нереално изражена визија женствености у друштву - савршена слика дизајнирана у складу са трендовима, иконама и модном индустријом која се нуди на женским модним часописима и на телевизији.

##### Triangl-Trokut
- Triangl-Trokut (1979), перформанс, трајање: 18 мин. (Четири фотографије са текстом, величина: 30,5 к 40,4 cm).

10. маја 1979. Сања Ивековић учествовала је у акту политичког пркоса када је изводила рад Трокут на балкону свог стана у Савској улици, током једне од званичних посета Јосипа Броза Тита Загребу. Током свечане поворке, уметница је изашла на балкон свог стана, одевена у америчку мајицу, која је гледала на улицу којом је поворка председничких аутомобила полако напредовала. Уметница је седела на столици са чашом вискија Балантајн, цигаретама и неколико страних књига на столу. Сања Ивековић је села на седиште и започела читање књиге Тома Ботомора Елита и друштво из 1964. године, социолошке студије о моћи односа у савременом друштву. Током читања изводила је радње које подсећају на мастурбацију. Уметница је извела читав перформанс знајући да је надгледају агенти комунистичке тајне полиције који су били распоређени на врху хотела Интерконтинентал преко пута њеног стана. Овај перформанс трајао је 18 минута, а завршио се када је полиција позвонила на врата уметничиног стана и наложила јој да заустави своје активности. Овим радом Сања Ивековић нуди критику мушког култа вође и његовог система политичке контроле, указујући на то како се приватна сексуална акција може протумачити као јавна претња тоталитарној држави. Такође, овај рад указује на однос женског субјекта и њеног идентитета, пола, пола и субверзије у односу на мушки поредак који се дешава свуда око нас.

##### Чекајући револуцију (Алиса)
- Чекајући револуцију (Алиса) (1982), оловка на папиру, величина: 29 к 21 cm.

Чекајући револуцију (Алиса) серија је од седам скица у којима девојчица из кадра у кадар посматра како жаба мења боју жељно ишчекујући промену. Ово дело карактерише оштра политичка сатира државе и патријархалног поретка, али говори и о начинима пасивног посматрања војног егзибиционизма: девојчица која посматра жабу која треба да покрене револуцију, догађај вероватан попут бајке.

##### Лични резови
- Лични резови (1982), видео (ц / б и у боји), звук, трајање: 3,35 мин.

1982. године на Југословенској националној телевизији, на каналу ТВ Загреб, у емисији 3, 2, 1 - Акција! Представљен је видео рад Сање Ивековић под називом Лични резови У овом раду ауторка стоји испред камере са прозирном црном чарапом преко главе. Маказама сече рупе на чарапи, откривајући један по један део лица. Сваки рез је праћен кратким видео записом снимљеним из телевизијског програма о историји Југославије, коришћеном недуго након Титове смрти 1980. Низањем наизменично снимака са сценама урезивања чарапа, Ивековић у потпуности открива своје лице на крају дела. Овим видео радом уметница је предложила акумулацију националне пропаганде у јавним медијима - масовне митинге, јавне наступе маршала Тита и постављање споменика, који промовишу социјалистички начин живота и тако доказују да су историјски догађаји неодвојиви од личних и појединац. Лични резови су дело по узору на телевизијске документарце, али формално и концептуално подривају званичну слику историје, односно представљају историју као покварени запис, а не као линеарни наратив. Ивековић се инфилтрира у медијски простор и ремети званичну причу, реконструишући је, користећи рез као лајтмотив и као подсетник на стратегију уређивања и прекрајања историје.

##### Пракса чини мајстора
- Пракса чини мајстора (1982/2009), извођење, трајање: 16,38 мин.

Сања Ивековић је први пут извела Пракса чини мајстора 1982. године у Кући уметности Бетханиен у Берлину. Видео који документује перформанс приказује уметницу на сцени обучену у црну вечерњу хаљину док јој је глава прекривена белом пластичном кесом. Представа започиње оног тренутка када се њено тело насилно почне трести и она падне на земљу. Након што је лежала непомично неколико секунди, уметница устаје. Неколико секунди касније спотакне се, поново падне и неко време лежи раширених ногу. Овај чин устајања и пада уметница у свом раду понавља неколико пута, док се током читавог трајања рефлектор укључује и гаси у правилном ритму. Током представе у позадини се чује сензуална песма Мерилин Монро из филма Аутобуска станица (1956). ). После неког времена песма се постепено успорава, јер женски глас постаје непрепознатљив. Резултат је поремећен тресак оружја и других машина из разних видео игара, коју је уметница снимила и додала на видео перформанса у Њујорку 2009. године.

##### Ген XX.
- Ген XX . (1997-2001), серија од 6 отисака у боји, величина: 100 к 70 cm.

Ген XX је политички провокативно дело које је утицало на млађу генерацију хрватских уметника и историчара уметности. То је серија радова представљених у облику реклама преузетих из штампаног медија. Фотографске репродукције укључују портрете врхунских женских фото модела са којих је уклоњен комерцијални садржај и потписан именима и кратким информацијама о погибијама антифашистичких народних хероина: Драгице Кончар, Наде Димић, Љубице Геровац, сестара Баковић, Анке Буторац и Нере Шафарич (у графичком изгледу логотипа) Рад је изворно објављен у хрватским часописима попут Аркзин, Запослена, Фракција, Контура и Крух и руже . Те жене су биле национал-социјалистичке хероине, али у посткомунистичко доба њихове приче су пале у заборав. Контекстуализујући њихово име и информације о погубљењу на овај начин, Сања Ивековић је проблематизовала прикривено антифашистичко наслеђе, односно невидљивост жена, националних хероина у историји и свести данашњег друштва.

##### Женска кућа (сунчане наочаре)
- Женска кућа (сунчане наочаре) . (2002 - данас), серија од 16 отисака, величина: 140 к 100 cm.

Женска кућа (сунчане наочале) је рад који наглашава феминистичко-политички дискурс и који се фокусира на питања социјалног непоштовања и родног насиља присутних у посткомунистичкој Хрватској. Као и већина радова, и овај је рађен помоћу новинских огласа, у овом случају оних који се односе на познате марке сунчаних наочара, у које је ауторка убацила кратке текстове о условима живота жена у невољи. Рад је први пут представљен у облику плаката и огласа у часописима и представљен, осим у Хрватској у Италији, Луксембургу, Холандији, Пољској, Србији, Тајланду и Турској, и сваки пут је ауторка нагласила неједнакости специфичне за земљу изложбе.

##### Rohrbach Living Memorial
- Rohrbach Living Memorial (2005), инсталација са видео пројекцијом (боја, звук, трајање: 22,22 мин.) и фотографски отисак на плексигласу, величина: 15 к 21 cm.

2005. год. Сања Ивековић извела је  Rohrbach Living Memorial дело које је променило појам типологије споменика, од сталног споменика до привременог и перформанс дела. У сарадњи са аустријском женском организацијом Frauentreffpunkt Ивековић, позвала је грађане малог града Рорбах да подигну живи споменик жртвама Холокауста . Представа је заснована на фотографији из 1940-их која приказује депортацију Рома и Синта у концентрациони логор. Представа је изведена захваљујући грађанима Рохрбаха, који су се у раним јутарњим сатима окупили на јавном градском тргу и до подне стајали у тишини. Ова тиха рефлексија геноцида из перспективе жртава документована је у видео раду и књизи интервјуа са учесницима перформанса који су дали своје изјаве о разлозима за учешће у пројекту. Рад  је значајан јер се јединствено суочава са непоновљивом прошлошћу кроз процес активног обележавања, а не меморијализације.

##### Роса Лукембург
Дама Роза Луксембург Роза Луксембург је најупечатљивији јавни уметнички пројекат Сање Ивековић. Овим радом Ивековић доводи у питање сврху и улогу јавног споменика, отварајући питање конвенције социјалног памћења и правде за жене. У раду је представљена студија традиције монументалног памћења и конвенција везаних за њихове облике. Документација о подизању овог споменика, јавно мњење и контроверза око његовог постављања постали су део значаја овог споменика.
1998. уметница је позван да учествује на Манифесту и Бијеналу савремене уметности у Луксембургу. За своје учешће предложила је грађанску интервенцију, названу Трудна меморија, која је подразумевала уклањање позлаћене неокласичне статуе Нике (алегорична женска фигура победе), ратног споменика познатог и као Златна дама. Скулптура жене требало је да буде уклоњена са врха обелиска на Уставном тргу, у центру престонице, и постављена на месту склоништа за злостављане жене. У то време, предлог Сање Ивековић сматран је превише контроверзним и остао је неиспуњен. Три године касније, уметница је позвана да реализује свој оригинални предлог у оквиру изложбе коју су организовали Казино Луксембург и Музеј историје Виле де Луксембург. Тада је у Луксембургу створена Лејди Роса , реплика Златеа даме у природној величини. Скулптура је постављена близу оригинала, са три интервенције: нови споменик посвећен је марксистичкој филозофкињи и активисткињи Рози Лукембург, која је 1919. године погубљена у Немачкој због својих политичких идеја; оригинална Ника претворена је у трудницу; оригинална спомен плоча у част мушког јунаштва замењена је текстовима на француском, немачком и енглеском језику: "LA RÉSISTANCE, LA JUSTICE, LA LIBERTÉ, L’INDÉPENDENCE"(отпор, правда, слобода, независност) "KITSCH, KULTUR, KAPITAL, KUNST"(кич, култура, капитал, уметност) и "WHORE, BITCH, MADONNA, VIRGIN” (курва, дроља, мадона, девица). Сања Ивековић је ово дело реализовала и осмислила на основу истраживања о историји покрета отпора у Луксембургу током Другог светског рата. Иако су жене имале значајну улогу, њихова борба је остала ван званичне историје и оне су представљене само као симболички носиоци националне историје, као идеализоване и алегоричне фигуре, попут Нике. Овим делом Сања Ивековић вратила је женски лик на заслужено историјско место. Пројекат Дама Роза Луксембург изазвао је бурне расправе у новинским чланцима, телевизијским емисијама и интернетским расправама.

##### Извештај Турске '09.
- Извештај Турске '09. (2009. )

Рад је изведен као акција расутих јарко црвених згужваних папира, на поду галерије, на којој је штампан извештај 27 невладиних организација о тренутном положају жена у Турској.

##### Она права (Бисери револуције)
- Она права(Бисери револуције) (2010), 10 отисака, величина: 112 к 112 cm.

2010. Сања Ивековић је створила дело за које је користила серију од 10 фотографија фотографкиње Сандре Витаљић и социолога и активисткиње Јане Шаринић. На свакој од ових фотографија Јана Шаринић гледа у камеру, а лево око покривено је архивским фотографијама двојице југословенских партизана, приказаних у поздраву. Јана Шаринић такође на фотографији гестикулише руком на којој држи низ бисера, као да салутира, Овај перформанс је изведен са жељом да гледалац размисли о разликама између приказаних гестова, како би утврдио који је „прави“. Овим радом Сања Ивековић је још једном истакла своју критику слике потрошачког капиталистичког друштва и колективног заборава.

Остале уметнички перформанси, акције и радови Сање Ивековић су: Упутство бр. 1 (1976. ), Трагедија Венере, у потрази за маминим бројем, Town Crier (1979. ), Ромео је Јулиа, Борови и јеле (2003 ), Замрзнуте слике, Путовање до краја мисли (1994. ), Општа опасност (1982. ), Општа узбуна (сапуница) (1995. ), Нада Димић .